# 宋鍾憲
宋 鍾憲（そう しょうけん、朝鮮語: 송종헌、1876年10月 - 1949年5月21日）は、朝鮮貴族（伯爵）、日本統治時代の朝鮮の政治家、実業家。貴族院朝鮮・台湾勅選議員。位階は従三位。日本名は野田 鍾憲（のだ しょうけん）。本貫は恩津宋氏。

## 生涯
一進会の領導者の1人、宋秉畯の息子として生まれた。1921年8月に父と共に朝鮮小作人相助会を設立した。父の死後は伯爵を襲爵し、朝鮮総督府中枢院参議を務めたほか、朝鮮農業株式会社を設立した。1945年4月からは貴族院朝鮮・台湾勅選議員を務めた。1949年3月14日に反民法違反の疑いで、反民特委によりソウル市桂洞の自宅で逮捕された。西大門刑務所に収監された後、同年に脳出血で死亡した。

## 死後の評価
2002年に韓国国会民族正気の会が発表した親日反民族行為者708人名簿に収録される。また、親日反民族行為者にも認定された。